# Vittorio Chiarini
Vittorio Chiarini (Marradi, 15 febbraio 1937) è un ex ciclista su strada italiano.